# Marcus Davenport
Marcus James Davenport (San Antonio, Texas, 4 de septiembre de 1996) más conocido como Marcus Davenport, es un jugador profesional estadounidense de fútbol americano que se desempeña en la posición de linebacker en Minnesota Vikings, equipo de la National Football League (NFL).

## Carrera
Fue seleccionado en la primera ronda en la Reunión Anual de Selección de Jugadores de la NFL de 2018. Hizo su debut profesional con el equipo New Orleans Saints, en el cual jugó cinco temporadas (2018-2023), luego pasó a Minnesota Vikings, donde lleva jugando una temporada.